# Lathys delicatula
Lathys delicatula är en spindelart som först beskrevs av Willis J. Gertsch och Stanley B. Mulaik 1936.  Lathys delicatula ingår i släktet Lathys och familjen kardarspindlar. Inga underarter finns listade i Catalogue of Life.